# Jaguarundi
Jaguarundi (Herpailurus yagouaroundi), numit și pisică jaguarundi sau iaguarundi, este o felină răspândită în America de Sud și, mai puțin, în sudul Americii de Nord. A fost anterior considerat a fi un membru al genului Puma, dar acum este considerat a fi singura specie din genul Herpailurus.